# Matthäus Bachmann
Matthäus Bachmann (auch Matthias oder Matheis genannt) wurde im zweiten Viertel des 16. Jahrhunderts geboren und war Zinngießer, Kunsthandwerker und Gießer. Seine genauen Geburts- und Sterbedaten sind unbekannt. Seine erste Heirat war 1553 im oberschwäbischen Memmingen. Jerg von Ulm war 1569 bei Bachmann als Geselle angestellt. Nach dem Tod seiner ersten Frau heiratete Bachmann 1570 eine Augsburgerin. Die letzte schriftliche Erwähnung fand 1593 statt, als Matthäus Bachmann in einem Memminger Schankbüchlein erwähnt wurde.
Otto Hintze wies ihm eindeutig zwei Lichterpaare aus den Jahren 1566 und 1588 mit Signatur nach, welche sich in Privatbesitz befinden. Ebenfalls in Privatbesitz befinden sich noch eine Kuchenplatte und zwei Paar Leuchter. Des Weiteren ist eine Küchenplatte mit Wappen, unter anderem dem des Stadtamtmanns von Memmingen Stebenhamer und vier Kaiserbildnissen in Rundmedaillons aus dem Jahre 1569 nachgewiesen. Bachmann verwendete neben Ranken und Bändern geätzte Reliefverzierungen und reiche Arabeskenornamente.